# 나나니
나나니는 구멍벌과 나나니아과 나나니속에 속하는 기생벌 종이다. 나나니 암펄은 맑은 날 다른 곤충의 애벌레를 납치하여 봉침으로 마비시킨 뒤 땅굴을 파서 자신의 알과 함께 파묻는다. 부화한 나나니 유충은 함께 파묻힌 애벌레를 먹이로 삼는다. 다른 나나니 애벌레 역시 이 기생의 대상이 될 수 있다. 또한 다른 나나니의 땅굴에 봉납된 먹이를 끄집어내 자기 땅굴로 훔쳐가는 노동기생, 다른 나나니 땅굴에 들어가 먼저 산란된 나나니 알을 파괴한 뒤 자기 알을 낳는 탁란 등 다채로운 기생 양태가 나타난다.